# Cheryle Peel
Cheryle Peel (ur. 12 lutego 1976) – brytyjska judoczka. Olimpijka z Sydney 2000, gdzie odpadła w 1/8 w kategorii 57 kg. Piąta na mistrzostwach Europy w 1997. Mistrzyni świata i Europy juniorów z 1994. 
- Turniej w Sydney 2000

Przegrała z Japonką Kie Kusakabe i odpadła z turnieju.